# NGC 1000
NGC 1000 là một thiên hà hình elip nằm trong chòm sao Tiên Nữ. Thiên hà này do Édouard Jean-Marie Stephan phát hiện vào ngày 9 tháng 12 năm 1871. Nó là đối tượng thứ 1.000 được phân loại bởi Danh mục chung mới.